# ハタハタ
ハタハタ（学名：Arctoscopus japonicus、鰰、鱩、雷魚、燭魚、英語: Sailfin sandfish）は、スズキ目に属する魚の一種。別名カミナリウオ、シロハタなど。
日本では主に日本海側で食用にされ、秋田県の県魚である。煮魚や焼き魚に調理されるほか、干物、塩蔵、味噌漬けなどにもされ、しょっつると呼ぶ魚醤にも加工される。魚卵はブリコと呼ばれる。

## 生態
寿命は5年で体長20センチメートル程になり、水深0 - 約550メートル までの泥や砂の海底に生息する深海魚である。産卵は海域によって異なり11月から12月で、浅い岩場の藻場を中心に行われる。オスは1歳から、メスは2歳から繁殖活動に参加し、産卵では死亡せず数年間にわたり繁殖をする。
餌は、端脚類、橈脚類、オキアミ類、アミ類、イカ類、魚類を捕食している。

### 分布
生息域は北西太平洋で、特に日本海、オホーツク海、千島列島、カムチャッカ半島など。沖山宗雄（1970年）により日本周辺に棲息するハタハタの個体群は、3つの地域的な集団に大きく分類できるとされ、そののちのミトコンドリアDNA(mtDNA)の解析により、この3つが遺伝子的にも区別されることが明らかとなっている。また、これら個体群を更に地域群に細分化する研究者もいる。
- 北海道太平洋群（石狩湾系群/噴火湾系群/日高系群/釧路系群/根室系群[10]） - 北海道周辺を繁殖海域とする個体群。
- 日本西岸群 （日本海北部系群/日本海西部系群[11][12]） - 鳥取県から秋田県沖の主に日本海を回遊する個体群。繁殖海域はこれら各県の沿岸とされるが、じっさいは能登半島以西にはまとまった産卵場がなく[12]、日本海西部系群の繁殖海域は朝鮮半島東岸であると報告されている[13][11] 。
- 朝鮮半島東岸群 - 朝鮮半島東岸を繁殖海域とする個体群。

東北地方の太平洋側（三陸沖）での漁獲は少なく、定常的な産卵場所は確認されていない。回遊経路は解明されていないが北海道太平洋群や日本西岸群が三陸沖で捕獲されることから回遊範囲は広いと考えられる。

### 形態
体は体高が高く、左右に扁平でうろこがない。小さな歯が並ぶ大きな口が上向きに斜めに付く。鰓蓋に5本の鋭い突起がある。背ビレは前部と後部が完全に分かれ、かなり離れている。尾ビレ、胸ビレが大きく、特に胸ビレは非常に大きい。浮き袋は持たず、昼間は泥や砂に埋まって目や背ビレだけを出して隠れ、夜に行動する。
卵塊（卵）の色は、赤、茶、緑、黄など様々である。卵の色素は胆汁色素、カロチノイド類のイドザンチン、クラスタザンチン、ビタミンA2などで構成される。色を決定する要因は十分に解明されていないが、餌の生物に含有されているアスタキサンチンを元に自身が生合成したイドザンチン、クラスタザンチンの量が影響していると考えられる。

## 分類
ハタハタは現在の分類学においてスズキ目ワニギス亜目ハタハタ科に属しているが、ミトコンドリアDNAの解析結果によれば、ハタハタはカサゴ目のカジカの仲間に近いことがわかっている。

### 近縁種
- エゾハタハタ Trichodon trichodon- アリューシャン列島、アラスカ州から南はカリフォルニア州まで分布[7][16]。

## 名称
「ハタハタ」は古語では雷の擬声語で、現代の「バチバチ」にあたる。秋田県で雷の鳴る11月ごろに獲れるのでカミナリウオの別名でも呼ばれ、漢字では魚偏に「雷」で「鱩」と書く。また、冬の日本海の荒波の中で獲りにいくことが多いから「波多波多」と書くこともある。ほか、漢字では魚偏に「神」で「鰰」とも書く。この字の由来について大田南畝は、体の模様が富士山に似ており、めでたい魚として扱われたためと著書に記している。
秋田弁では「ハタハタ」の「タ」の音は有声化して無気濁音で発音される。このため、しばしば「ハダハダ」という音に聞こえ、これが地方名として収録される例もある。
佐竹昌義が太田城に移った時に、常陸の海岸に珍魚が多数浮き上がった。漁師が太田城に献上したが、魚の名前を知る者がいなかったので昌義は、魚の頭が旗に似ていることから、これに鰰と命名した。その後、秋冷の季節になると､鰰が常陸の海岸に押し寄せたとされる。しかし佐竹氏が秋田に移ると、鰰は常陸の海岸を訪れずに、秋田へお供してしまったとされる（『太田御城古実』）。
秋田では関ヶ原の戦いで佐竹氏が秋田に移封してきた年以降大漁になった事から「サタケウオ」とも呼ばれる。
新潟県ではシマアジとも呼ぶ。鳥取県ではシロハタと呼ぶほか、カタハ、ハタと呼ぶ地域もある。

## 漁業
底曳網、定置網、刺し網で漁獲される。
釣りにおいてはサビキが使用され、比較的簡単に釣ることが可能である。秋田など東北で獲れるハタハタは秋田県沿岸部で産卵するのに対し、兵庫や鳥取など山陰の沖で獲れるハタハタは朝鮮半島から回遊してくると考えられている。

### 秋田県
秋田県では「季節ハタハタ」と言って、11月-12月にハタハタが産卵のために沿岸部に押し寄せるため、卵（ブリコ）を持った産卵期のハタハタを漁獲しているのが特徴。2月ごろに秋田県沿岸で生まれたハタハタは、1-2歳ごろに隠岐諸島まで回遊し、成長したあと産卵のためにまた秋田県沿岸に戻ってくるので、それを漁獲する。漁法は定置網とさし網である。秋田県水産振興センターの接岸予測に従い、初漁日が設定され、漁期は1-2週間、せいぜい1か月である。1980年代以降は漁獲量が大きく減少し、鳥取県と兵庫県がハタハタの漁獲量トップを争うようになっているが、それはそれとして、秋田県の文化に大きく根付いた「県魚ハタハタ」としての位置づけが漁業政策にも大きな影響を及ぼしている。
昭和40年代までは秋田県において大量に水揚げされ、最盛期には15,000トンを超える漁獲量があった。きわめて安価で流通していたことから、一般家庭でも1箱11キログラムの箱単位で買うのが普通であり、「1箱50 - 300円、魚より箱代の方が高い」と言われるほどであった。冬の初めに大量に買ったハタハタを、各家庭で塩漬けや味噌漬けにして冬の間のタンパク源として利用していた。
しかし乱獲などにより1976年（昭和51年）以降は急激に漁獲量が減ったため（1979年（昭和54年）の漁獲量は最盛期の1割未満である1,386トン、1991年（平成3年）にはわずか71トン）、1992年（平成4年）9月から1995年（平成7年）8月まで全面禁漁が施行された。その後、秋田県では漁法や地域ごとに漁獲枠による厳しい規制を行うなど、資源保護の取り組みが効果を現し、2000年には漁獲量が1000トンを突破。2001年は特に大量の産卵が行われ、2002年以降も産卵のため浜に大量に押し寄せて来る姿が見られ、2006年には漁獲量1位に返り咲いた。日本海沿岸各地の漁場は往年の賑わいを取り戻した。一方で、禁漁を経て消費は減り、「箱買い」などの風習は薄れつつあった。
秋田県では2010年代に入ると再び漁獲量が減り始め、2020年度は650トンの漁獲枠に対して漁獲量は443トンとなり、漁獲制限を下回った。また、秋田県のハタハタは何といってもブリコが特徴であるため、オスに値が付かず、そのため漁師は漁獲したオスや小さい魚を漁獲量にカウントせずに捨てており、漁獲制限が意味をなしていないという問題があった。そのため、2021年以降は漁師とハタハタの保護のため、漁獲量ではなく漁獲日数で管理することにしたものの、漁獲量はさらに激減し、2023年度は109トンとなった。2024年度は異例の「年明け操業」まで行って漁獲したものの、漁獲量は17トン（2025年3月時点）に留まり、県に記録が残る1952年以降で最低の数字となった。漁師は赤字が続いており、また、漁獲が少ない状況が今後も続く見通しから、このままでは県の大切な文化であるハタハタ漁師のなり手がいなくなる懸念が強まっている。
1992年から1994年にかけての禁漁中は、秋田県の漁師は出稼ぎや廃業など苦しい生活を強いられた。2020年代の不漁においては、禁漁しても増える傾向にないこと、また「漁師さんがいなくなって増えたって言ってもしょうがない」との考えから、禁漁はせず、秋田県ではそれ以外の方法で「県魚ハタハタ」を守るための模索を続けている。不漁の主な原因として、海水温の上昇のほか、現場の漁師からは「サメの食害で小さいハタハタが食べられている」との訴えもある。
秋田県による禁漁と広域の漁獲制限漁が行われる以前は獲量が減少していたため、富山県水産試験場等により稚魚種苗を放流した資源増殖も研究されていた。

### 鳥取県
鳥取県もハタハタ漁獲量が多い産地の１つである。秋田県周辺で獲れるハタハタは産卵の為に海面近くまで寄って来た親魚を獲り、卵を抱えているのが特徴であるのに対し、鳥取県周辺で獲れるハタハタは餌を求めて日本海深海を回遊しているハタハタを底引き網で漁獲するため、卵がないかわりに脂がのっているのが特徴である。そのため漁期も秋田が11月から12月ごろであるのに対し、鳥取では9月から5月ごろとなっている。
漁獲量は、記録が残る1975年以降、だいたい1000トン超えで安定しており、例えば2022年度は1255トンだったが、2023年度は104トンと、極端な不漁になった。

### 兵庫県
兵庫県は但馬地域でハタハタの漁獲量が多い。底曳き網漁法の一種である「かけまわし漁」で獲る。
漁獲量は、だいたい1000トン超えで安定していたが、2022年には891トン、2023年には90トンと、極端な不漁になった。

### 漁獲制限など
- 1999年（平成11年） - 青森県・秋田県・山形県・新潟県の4県間で、全長15センチメートル未満の個体の採捕をしないことを取り決めた[33]。
- 遊漁者の転落死亡事故[34] や、卵（ブリコ）の密漁問題が発生している[35] ため、各県で規制の制定や、漁協や警察などによるパトロールが行なわれている[35][36][37][38]。
  - 卵（ブリコ）の採捕・所持・販売禁止（青森・秋田）
  - 採捕方法の制限（青森・秋田・山形）

## 利用

### 食材

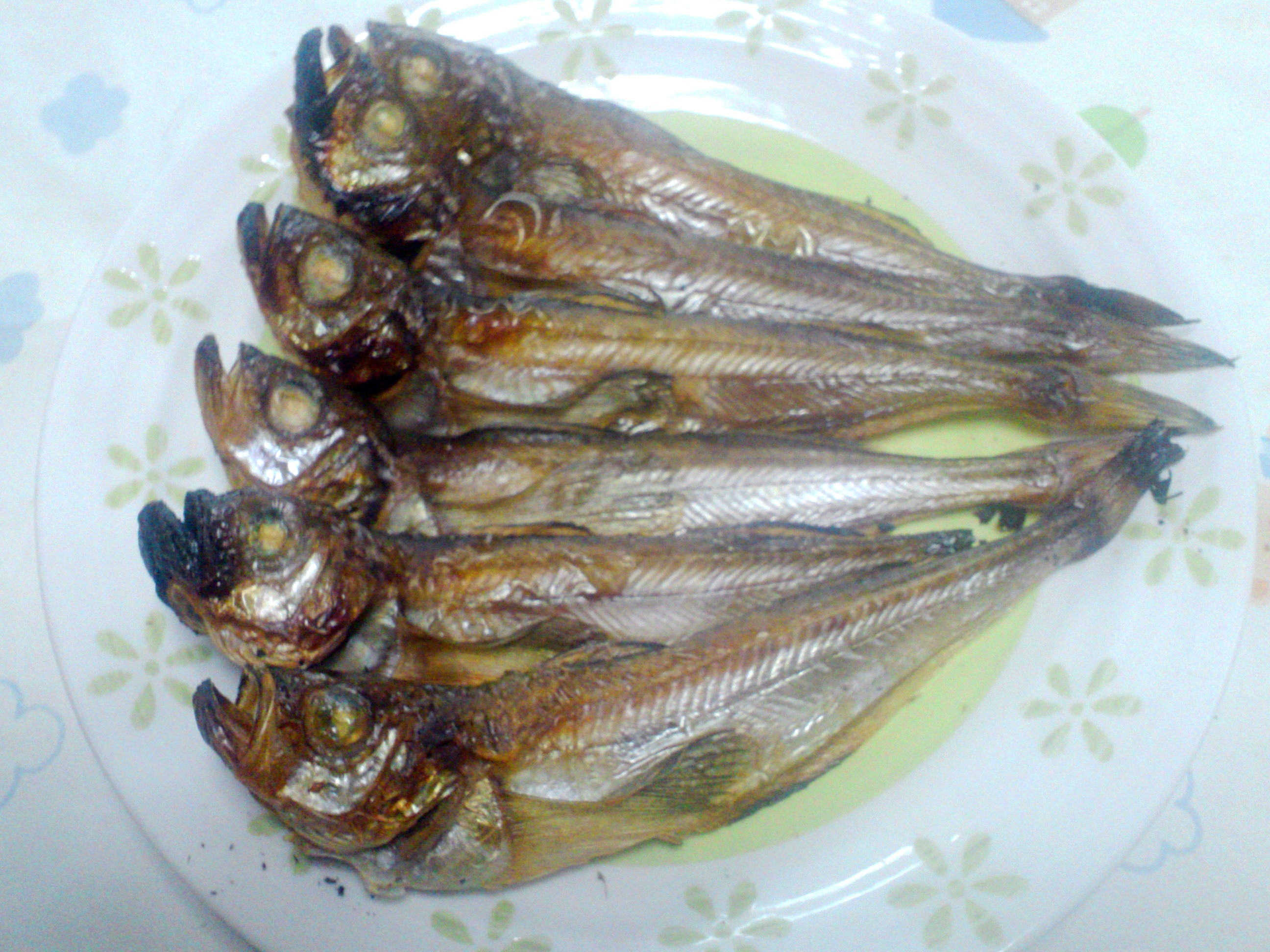
ハタハタの干物

食べ方は塩焼き、干物、味醂干し、田楽、ハタハタ汁、甘露煮、飯寿司（なれずし）など。
深海魚故に鱗が無いことと見た目以上に小骨が少なく、脊椎も身から簡単に離れるため、一匹丸ごとかせいぜい頭を落としただけの状態で煮たり焼いたりすることが多い。鮮度のよいハタハタを焼いた場合、尾びれの付け根で骨を折っておくと頭のほうから脊椎が全部きれいに抜け食べやすい。合わせ味噌を付けて焼く田楽は山形県庄内地方でもよく食べられる。
また山形県の庄内地方では12月9日に大黒様のお歳夜という、伝統的な行事が行われ、各家庭で大黒様にお供え物を上げる。この大黒様のお歳夜でも、納豆汁などと共にハタハタの湯上げや、ハタハタの田楽等を上げる風習がある。
新鮮なものは、水煮（山形県では湯上げという）にして醤油を付けて食べたり、ハタハタ汁（味噌汁）にもされるが、先に味噌を溶かした汁を作り、最後にハタハタを入れないと煮崩れる。
ハタハタ寿司はなれずしの一種で、保存食となる。取り出して刻んだ野菜などと共に食べる。塩蔵したものや味噌漬けにしたものを煮たり焼いたりして食べることも多い。これらは元々タンパク源（およびビタミンC補給元の生鮮野菜）が少なくなる雪国の冬を乗り切るための重要な食材であった。
鳥取県には一度塩漬けしてから甘酢に漬けたハタハタと、酢で味付けしたおからで作るしろはたずしがあり、4月が旬のため、賀露大明神春祭りの行事食となっている。
江原道など、朝鮮半島の東側沿岸部では、トルムク（朝鮮語: 도루묵）と称して食用にされる。主にチゲの材料にするが、子持ちのものを焼いて食べる場合もある。

### しょっつる

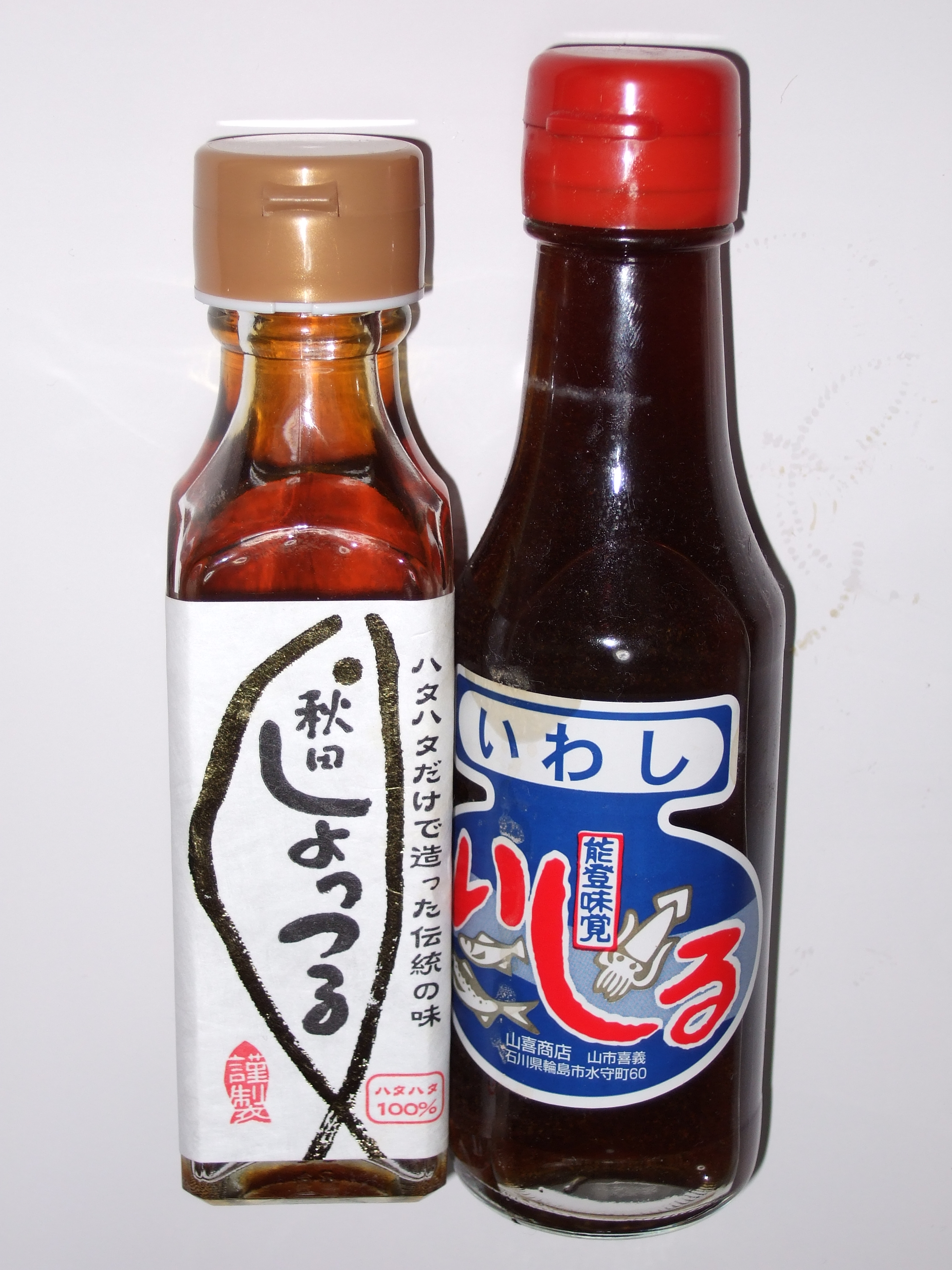
しょっつる

ハタハタを塩漬けにして発酵させ、その液を漉したものは「しょっつる」（塩魚汁または塩汁）と呼ばれる魚醤となる。これを用いてハタハタ、野菜、豆腐などの「しょっつる鍋」をつくる。秋田では醤油や魚醤による鍋のことを「かやき」と呼ぶため、しょっつる鍋もしばしば「しょっつるかやき」と呼ばれている。なお、「かやき」は大きな貝を鍋代わりに使う意味の「貝焼き」が訛ったものと思われる。

### 魚卵ブリコ
秋田方言でハタハタの卵は「ブリコ」と呼ばれる。ハタハタ漁の時期、雌の多くは直径2-3ミリメートルの卵をたくさん腹に抱えており、この卵の周りはヌルヌルとした感触をもった粘液で覆われている。
生のハタハタを焼いた場合、この卵の固まりをかじると口の中で小気味よくプチプチとはじけてうま味が広がる。塩漬けや味噌漬けにして保存したハタハタの場合、卵の皮がゴムのように硬くなり噛むと顎が疲れるくらいになる。このくらい皮が硬くなると、噛んだ時の音が「ブリッブリッ」という鈍い音になる。これが「ブリコ」と呼ばれるゆえんである。
秋田音頭の歌詞に出てくる「男鹿で男鹿ブリコ」のブリコとはこれのことである。